# Ендрю Вест
Ендрю Джеймс Вест (англ. Andrew James West, нар. 22 листопада 1983 року) — американський актор. Найбільш відомий за роллю Фішера в телесеріалі «Університет». Також знявся в ролі Гарета в популярному телесеріалі AMC «Ходячі мерці». Він з'явився в чотирьох епізодах четвертого й п'ятого сезонів. За роль він отримав номінацію на премії «Сатурн» за кращу гостьову роль в телесеріалі.